# Bill Maher
William Maher, Jr. (udtales 'mar' med langtrukkent a; født 20. januar 1956) er amerikansk stand-up komiker, TV-vært, politisk kommentator, skuespiller og forfatter. Han er for tiden vært i talkshowet Real Time with Bill Maher på HBO og har tidligere været vært i Politically Incorrect på Comedy Central og ABC.
Bill Maher er kendt for sin politiske satire, der i de senere år især har været rettet mod præsident George W. Bush samt det Republikanske parti og den politiske højrefløj generelt. Han er desuden kendt for at tage politisk korrekthed samt organiseret religion under satirisk behandling. Hans stærke modstand mod religion kommer bl.a. til udtryk i filmen Religulous samt hans medlemskab af bestyrelsen for The Reason Project. Maher er endvidere stor fortaler for legaliseringen af marihuana og homoseksuelles ret til ægteskab.

## Opvækst og uddannelse
Maher blev født i New York, som søn af Julie (née Berman) og William Maher Senior, og fik en katolsk opdragelse (faderens religion) på trods af hans moder var af jødisk oprindelse; et faktum Maher ikke fik at vide før teenageårene. Mahers familie stoppede med at gå i kirke, da hans far var uenig med den katolske kirkes syn på prævention, hvilket blev starten på Mahers modstand mod religion.
Komikeren havde sin opvækst i River Vale, New Jersey, og fik sin indledende uddannelse på Pascack Hills High School i Montvale og senere en bachelor i engelsk og historie fra Cornell University i 1978.
Derefter begyndte Maher langsomt sin stand-up karriere, hvilket bl.a. førte til optrædener hos Johnny Carson og David Letterman i 1982. Derudover havde han en moderat karriere inden for film og tv bl.a. med roller i krimiserien Murder, She Wrote og filmene D.C. Cab (1983), Ratboy (1986), Cannibal Women in the Avocado Jungle of Death (1988) og Pizza Man (1991). 

## Politically Incorrect
Mahers gennembrud kom som vært for det politiske talkshow Politically Incorrect, som kørte fra 1993 til 1997 på Comedy Central og senere på ABC til det blev taget af programmet i 2002. Talkshowet opnåede et større antal priser, bl.a. en Emmy for Outstanding Technical Direction, mens Maher selv bl.a. blev nomineret til ti Emmy'er for sin værts-, producer- og forfatterrolle på showet.
ABC så sig nødsaget til ikke at forlænge Bill Mahers kontrakt i 2002, da komikeren, kort efter terrorangrebet den 11. september 2001, udtalte, at 9/11 terroristernes handlinger ikke var kujonagtige: 
 We have been the cowards. Lobbing cruise missiles from two thousand miles away. That's cowardly. Staying in the airplane when it hits the building. Say what you want about it. Not cowardly. You're right.

Maher gav dog udtryk for, at han ikke mente det på en anti-militær måde og refererede til hans længerevarende støtte af det amerikanske militær.

## Real Time with Bill Maher
I 2003 blev Maher vært, co-producer og forfatter på showet Real Time with Bill Maher, et ugentligt politisk komedie talkshow af en times varighed på den amerikanske tv-station HBO.
Real Time har fået stor ros fra flere sider og er blevet nomineret til ti Emmy-priser og seks Writer's Guild priser samt har modtaget en Television Producer of the Year Award. Legendariske Larry King har desuden kaldt Real Time "et af de bedste shows på TV".
Real Time kan i Danmark ses på HBO Nordic.

## Andre aktiviteter
Bill Maher har udover ovennævnte debatprogrammer haft flere one-man shows, som bl.a. inkluderer I'm Swiss (2005), The Decider (2007) og But I'm Not Wrong (2010).
Maher har rekorden for flest Emmy-nomineringer uden at vinde med 22 nomineringer for bl.a. Real Time og Politically Incorrect.
Komikeren er desuden en stor dyreven, og sidder i dyreværnsorganisationen PETAs bestyrelse.
Maher er rangeret som nummer 38 på Comedy Centrals liste over de 100 bedste stand-up komikere nogensinde.
Den 14. september, 2010 fik Maher en stjerne på Hollywood Walk of Fame.